# Zdzisław Nowakowski
Zdzisław Nowakowski (ur. 24 sierpnia 1929 w Przemyślu, zm. 4 lipca 2006 w Warszawie) – nauczyciel, wychowawca młodzieży instruktor harcerski, harcmistrz, podporucznik rezerwy Wojska Polskiego.

## Życiorys
W 1937 wstąpił do gromady wilczków w 62. Warszawskiej Drużynie Harcerskiej przy Szkole Podstawowej im. ks. bpa Władysława Bandurskiego w Warszawie, od 1939 należał do Drużyny Harcerzy im. Stanisława Żółkiewskiego we Włochach k. Warszawy.
W 1942 powrócił wraz z rodzicami do Przemyśla, gdzie w 1943 ukończył szkołę podstawową, rozpoczął pracę w warsztatach mechanicznych i wstąpił do konspiracyjnej drużyny w Szarych Szeregach przy klasztorze i kościele oo. Reformatów, prowadzonej przez Jana Kruka. Przewoził m.in. amunicję i broń, naprawianą i przechowywaną przez ojca Bronisława Nowakowskiego, współpracującego z Armią Krajową.
Po wojnie należał do Drużyny Harcerzy im. Leopolda Lisa-Kuli przy Gimnazjum i Liceum im. Juliusza Słowackiego i szczepu „K” w Przemyślu, gdzie pełnił funkcje zastępowego i kronikarza.
W latach 1948–1952 studiował w Wyższej Szkole Pedagogicznej we Wrocławiu, następnie przeniósł się do Warszawy, gdzie pracował m.in. w Liceum Ogólnokształcącym im. Jarosława Dąbrowskiego. W 1956 komendant OHPL Dzielnicy Praga Centralna. Uczestniczył jako delegat w Krajowym Zjeździe Działaczy Harcerskich w Łodzi. Po reaktywowaniu ZHP został mianowany 11 grudnia 1956 hufcowym hufca Praga Centralna. Podczas powstania węgierskiego 1956 organizował wśród praskich harcerzy pomoc dla Węgrów – zbiórkę leków i żywności.
W 1957 ukończył kurs podharcmistrzowski i otrzymał stopień podharcmistrza. Do 1968 pełnił w hufcu Warszawa Praga (później Praga Północ) funkcje kwatermistrza, kierownika referatu obozów i zimowisk, i komendanta zgrupowań obozów.
W 1957 na wniosek Głównej Kwatery Harcerzy został przez ministerstwo oświaty urlopowany z pracy nauczycielskiej i oddelegowany do nowo organizującej się Centralnej Składnicy Harcerskiej, w której pracował do 1966. Był zastępcą dyrektora CSH ds. handlowych, organizatorem Domu Harcerza i inicjatorem utworzenia w nim działu politechnicznego ze specjalnościami modelarskimi: lotniczą, szkutniczą, kolejową i samochodową.
Działał w Stowarzyszeniu Szarych Szeregów (Krąg w Przemyślu), Harcerskim Kręgu Seniorów Hufca Warszawa Mokotów, był organizatorem i przewodniczącym Kręgu Seniorów Hufca Warszawa Praga Północ, organizatorem i komendantem Harcerskiego Kręgu Seniorów. Od 1995 był członkiem Komisji Historycznej Chorągwi Stołecznej ZHP. Opracował Wykaz harcmistrzyń i harcmistrzów Chorągwi Stołecznej ZHP w służbie 1945–2000. Współpracował przy organizacji rajdów „Arsenał”, był projektantem zdobywanej na nim plakietki „Szare Szeregi – ZHP – więź pokoleń”. W 1999 otrzymał stopień harcmistrza i został mianowany przez Prezydenta RP podporucznikiem rezerwy Wojska Polskiego.
Odznaczony Honorową Odznaką Ruchu Przyjaciół Harcerstwa (1959), Odznaką Weterana Walk o Niepodległość (1996), Krzyżem Armii Krajowej (1996), Srebrnym Krzyżem „Za Zasługi dla ZHP” z Rozetą i Mieczami (1997), Złotym Krzyżem „Za Zasługi dla ZHP” (2004) i medalem Chorągwi Stołecznej ZHP „Dziękujemy Ci Druhu”.
Zmarł 4 lipca 2006 i został pochowany na cmentarzu komunalnym Zasanie w Przemyślu.